# Repubblica di Swellendam
La Repubblica di Swellendam fu fondata il 17 giugno 1795 dopo che i cittadini olandesi di Swellendam si ribellarono al governo della Compagnia olandese delle Indie orientali e nominarono Hermanus Steyn loro presidente. La nuova repubblica ebbe vita breve in quanto il 4 novembre dello stesso anno il Regno Unito, vittorioso dopo l'invasione della Colonia del Capo, occupò militarmente i suoi territori.

## Storia

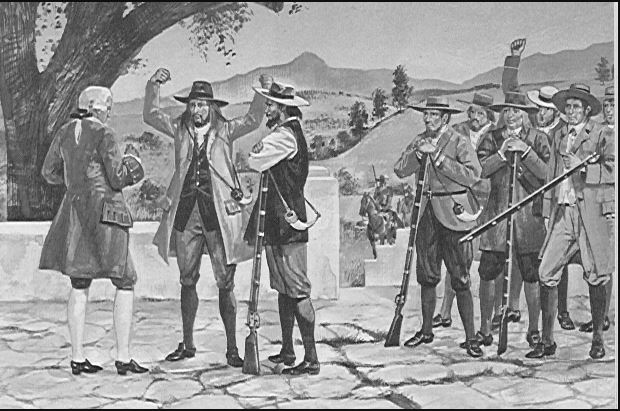
La repubblica di Swellendam è ufficialmente dichiarata.

Il 17 giugno 1795 un gruppo di sessanta persone con a capo Petrus Delport costrinsero il magistrato di Swellendam, Anthonie Faure, e i suoi funzionari a dimettersi. Il gruppo elesse Hermanus Steyn presidente della nuova repubblica e Delport suo vice. La ribellione fu motivata dall'insoddisfazione per il pagamento delle tasse alla compagnia delle indie orientali olandese e per il divieto vigente di far lavorare i bambini Khoikhoi nelle fattorie.
L'istituzione di questa nuova repubblica non fu un caso isolato, infatti già il 4 febbraio dello stesso anno, nella città di Graaff-Reinet Marthinus Prinsloo ne aveva dichiarato l'indipendenza.

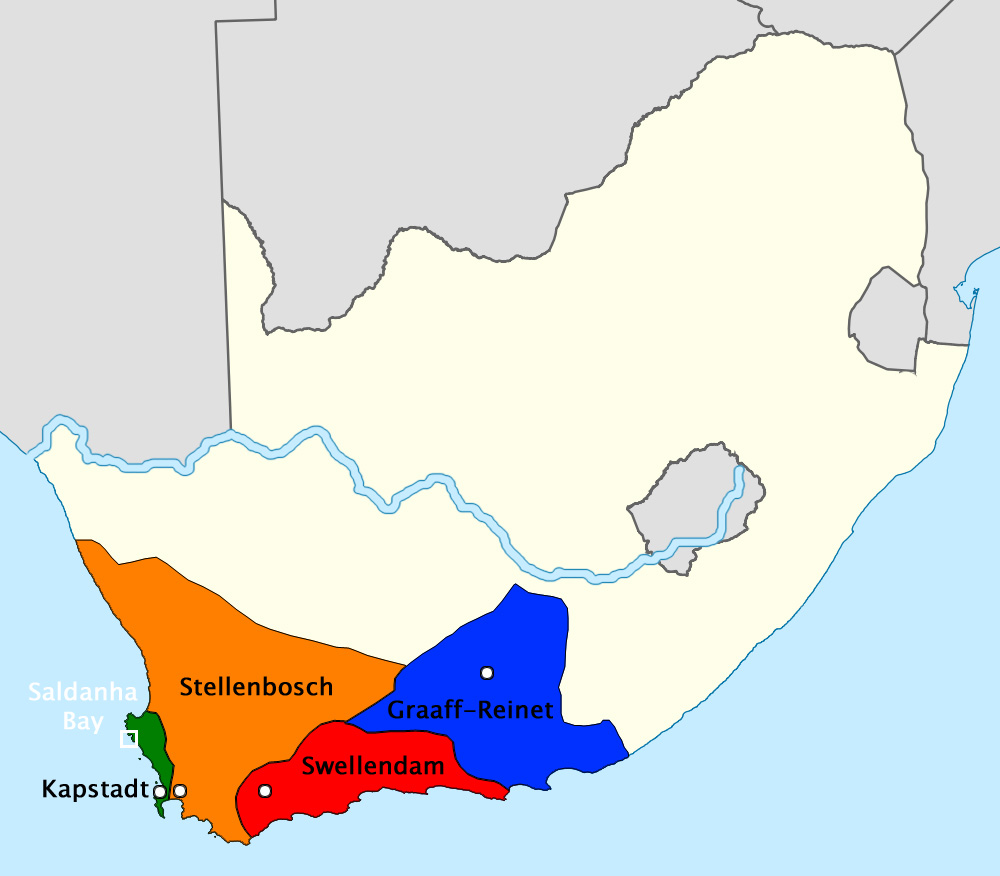
Il sudafrica nel 1795.